# Архангелов, Сергей Александрович
Серге́й Алекса́ндрович Архангелов (род. 15 декабря 1950, Москва) — советский и российский деятель культуры, академик Российской академии художеств (2021; член-корреспондент с 2007). Заслуженный работник культуры Российской Федерации (2014).

## Биография
В 1974 году окончил Московский государственный педагогический институт имени В. И. Ленина, в 1982 году — окончил МГУ.
С 1974 по 1979 годы — старший архитектор Проектного института «Мосгипросельстрой».
С 1979 по 1985 годы работал в Управлении изобразительных искусств и охраны памятников Министерства культуры СССР.
С 1985 по по 1991 годы работал в Отделе культуры Управления делами Совета Министров РСФСР. В 1986 году принимал участие в составе авторского коллектива в проектировании комплекса зданий Музея Мирового океана в Калининграде.
С 1991 по 1992 годы — ведущий специалист Отдела образования, науки, культуры и искусства Управления делами Администрации Президента Российской Федерации.
С 1992 по 2008 годы — специалист-эксперт, заведующий сектором, отделом, начальник отдела Департамента массовых коммуникаций, культуры и образования Правительства Российской Федерации.
С 2006 по 2008 годы — начальник отдела — заместитель директора департамента культуры, науки и образования Правительства Российской Федерации.
В 2007 году — избран членом-корреспондентом Российской академии художеств от Отделения искусствознания и художественной критики.
С 2008 по 2009 годы — директор Департамента культурного наследия Министерства культуры Российской Федерации.
С 2009 года — индивидуальный член Международного совета музеев, член Президиума Союза музеев России, вице-президент ИКОМ России.
С 2009 по 2014 годы — генеральный директор Государственного Центрального музея современной истории России.
С 2012 года — член Российского исторического общества (РИО), с 2016 года — член Центральной контрольно-ревизионной комиссии РИО, входит в состав Совета.
С 2015 по 2024 годы — генеральный директор Государственного музея Л. Н. Толстого.

## Награды
- Орден Дружбы (2022)[3]
- Заслуженный работник культуры Российской Федерации (2014)
- Благодарность Президента Российской Федерации (2006)
- Почётная грамота Аппарата Правительства Российской Федерации (2007)
- Почётная грамота Правительства Российской Федерации (2000)